# デヴィッド・マギリヴレイ
デヴィッド・マギリヴレイ（David McGillivray、1949年9月30日 - 2025年6月2日）は、カナダオンタリオ州サーニア出身の男性フィギュアスケート選手。1968年グルノーブルオリンピックカナダ代表。1969年カナダフィギュアスケート選手権優勝。
2025年6月2日、モントリオールで死去。75歳没。

## 主な戦績
| 大会/年      | 1967-1968 | 1968-1969 | 1969-1970 |
| ------------ | --------- | --------- | --------- |
| オリンピック | 16        |           |           |
| 世界選手権   | 10        | 10        | 11        |
| カナダ選手権 | 2         | 2         | 1         |